# Nikkan Sports Film Awards
Les Nikkan Sports Film Awards (日刊スポーツ映画大賞, Nikkan Supōtsu Eiga Taishō) sont des prix spécifiques attribués au cinéma décernés depuis 1988 par  Nikkan Sports, le premier quotidien sportif japonais.

## Catégories de récompense
- Prix du choix des lecteurs (Readers' Choice Award)
- Nikkan Sports Film Award du meilleur film
- Nikkan Sports Film Award du meilleur film étranger
- Nikkan Sports Film Award du meilleur réalisateur (en)
- Nikkan Sports Film Award du meilleur acteur (en)
- Nikkan Sports Film Award de la meilleure actrice
- Nikkan Sports Film Award du meilleur acteur dans un second rôle (en)
- Nikkan Sports Film Award de la meilleure actrice dans un second rôle (en)
- Nikkan Sports Film Award du meilleur débutant (en)
- Prix spécial du Nikkan Sports Film (en)
- Prix Yūjirō Ishihara (en)
- Prix Yūjirō Ishihara du meilleur débutant (en)

## Prix du choix des lecteurs

### Palmarès 2007

#### Meilleur film étranger
- Pirates des Caraïbes : Jusqu'au bout du monde (Pirates of the Caribbean: At World's End) •  États-Unis